# Velezia quadridentata
Velezia quadridentata är en nejlikväxtart som beskrevs av James Edward Smith. Velezia quadridentata ingår i släktet Velezia och familjen nejlikväxter. Inga underarter finns listade i Catalogue of Life.